# HMS 말버러 (1912년)
HMS 말버러는 영국 왕립 해군의 아이언 듀크급 전함으로, 제1대 말버러 공작 존 처칠을 기리기 위해 명명되었다. 1912년 1월부터 1914년 6월까지 데번포트 해군 조선소에서 건조되었으며, 제1차 세계 대전 발발 직전에 취역했다. 주포는 10문의 13.5-인치 (343 mm) 함포로 무장했고 최고 속도는 21.25 노트 (39.36 km/h; 24.45 mph)이었다.
말버러는 전쟁 기간 내내 대함대와 함께 복무했으며, 주로 북해의 북쪽 끝을 순찰하며 독일의 봉쇄를 강제했다. 그녀는 유틀란트 해전(1916년 5월 31일 – 6월 1일)에서 심하게 손상된 독일 순양함 SMS 비스바덴을 격침시키는 데 기여했다. 전투 중 비스바덴은 말버러를 어뢰로 명중시켰고, 이로 인해 그녀는 결국 철수해야 했다. 말버러의 손상은 8월 초까지 수리되었으나, 영국과 독일 함대가 수중 무기의 위협으로 인해 더욱 신중한 전략을 채택하면서 전쟁의 마지막 2년은 별다른 사건 없이 지나갔다.
전후 말버러는 지중해 함대에 배속되어 1919년–1920년 흑해에서 연합군의 러시아 내전 개입에 참여했으며, 1919년 얄타에서 제국 황족들을 구조했다. 그녀는 그리스-튀르키예 전쟁에도 관여했다. 1930년 런던 해군 군축 회담은 4척의 아이언 듀크급 전함의 폐기를 명령했다. 말버러는 1931년–1932년에 다양한 무기 시험에 사용되었으며, 그 결과는 퀸 엘리자베스급 전함의 재건 프로그램에 반영되었다.

## 설계

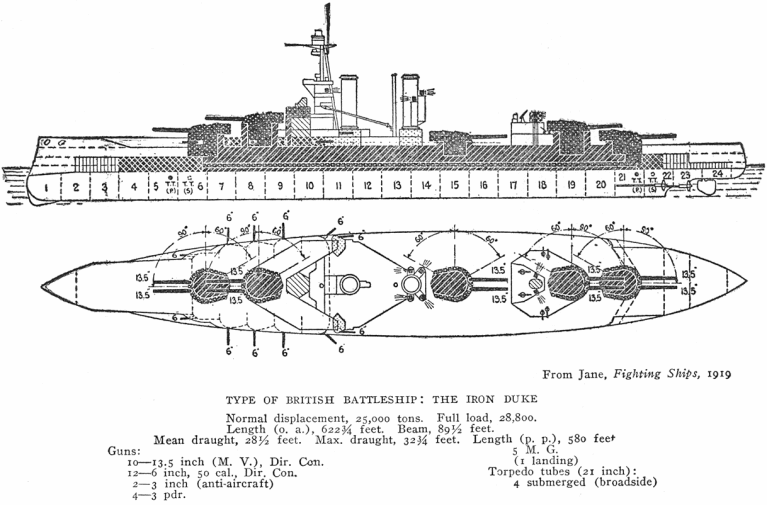
아이언 듀크급 계획도 및 단면도

아이언 듀크급 전함 4척은 1911년 건조 계획에 따라 주문되었으며, 이전의 킹 조지 5세급에 대한 점진적인 개선이었다. 두 설계 간의 주요 변경 사항은 신형 함선에 더 무거운 부무장을 대체한 것이었다. 말버러는 전체 길이 622 피트 9 인치 (190 m)에 선폭 90 ft (27 m), 평균 흘수는 29 ft 6 in (9 m)였다. 그녀는 설계 시 25,000 롱톤 (25,401 t)의 배수량을 가졌으며 만재 배수량은 최대 29,560 롱톤 (30,034 t)이었다. 추진 시스템은 4개의 파슨스 증기 터빈으로 구성되었으며, 18개의 밥콕 앤 윌콕스 보일러에서 증기를 공급받았다. 엔진은 29,000 축마력 (21,625 kW)로 평가되었고 최고 속도 21.25 kn (39 km/h; 24 mph)를 냈다. 말버러의 순항 거리는 더욱 경제적인 10 kn (19 km/h; 12 mph)에서 7,800 해리 (14,446 km; 8,976 mi)였다. 승무원은 995명의 장교와 병사였으며, 전시에는 최대 1,022명으로 늘어났다.
함선은 5개의 이중 포탑에 장착된 10문의 BL 13.5-인치 (343 mm) Mk V 해군포로 구성된 주포로 무장했다. 이들은 전방과 후방에 각각 한 쌍씩의 초사 배열로 배치되었고, 다섯 번째 포탑은 선체 중앙, 굴뚝과 후방 상부 구조 사이에 위치했다. 어뢰정에 대한 근거리 방어는 12문의 BL 6-인치 (152 mm) Mk VII 포로 구성된 부포가 제공했다. 말버러는 또한 2문의 QF 3인치 20 cwt 대공포와 4문의 47 mm (1.9 in) 3파운더 포를 장착했다. 당시 주력함의 전형적인 특징이었던 그녀는 현측포에 잠수된 4개의 21 in (533 mm) 어뢰발사관을 갖추고 있었다.
말버러는 주 장갑대로 보호되었는데, 이 장갑대는 함선의 탄약 탄약고와 기관실 및 보일러실 위로 12 in (305 mm) 두께였고 함수와 함미 쪽으로 갈수록 4 in (102 mm)로 줄어들었다. 그녀의 갑판은 함선 중앙부에서 2.5 in (64 mm) 두께였고 다른 곳에서는 1 in (25 mm)로 줄어들었다. 주포탑 면은 11 in (279 mm) 두께였고, 포탑은 10 in (254 mm) 두께의 바베트로 지지되었다.

## 운용 역사
말버러는 1912년 1월 25일 데번포트 해군 조선소에서 기공되었다. 약 10개월 후인 10월 24일에 진수되었고, 1914년 6월 2일에 취역했다. 함선은 1914년 6월 16일, 유럽 대륙에서 제1차 세계 대전이 발발하기 한 달 전에 완성되었다. 말버러는 처음에는 본토 함대에 합류하여 루이스 베일리 경의 기함으로 복무했다. 8월 영국이 전쟁에 참전한 후, 본토 함대는 존 젤리코 제독이 지휘하는 대함대로 재편성되었다. 말버러는 제1전함전대의 기함으로 배정되어 분쟁 기간 내내 복무했다.

### 제1차 세계 대전

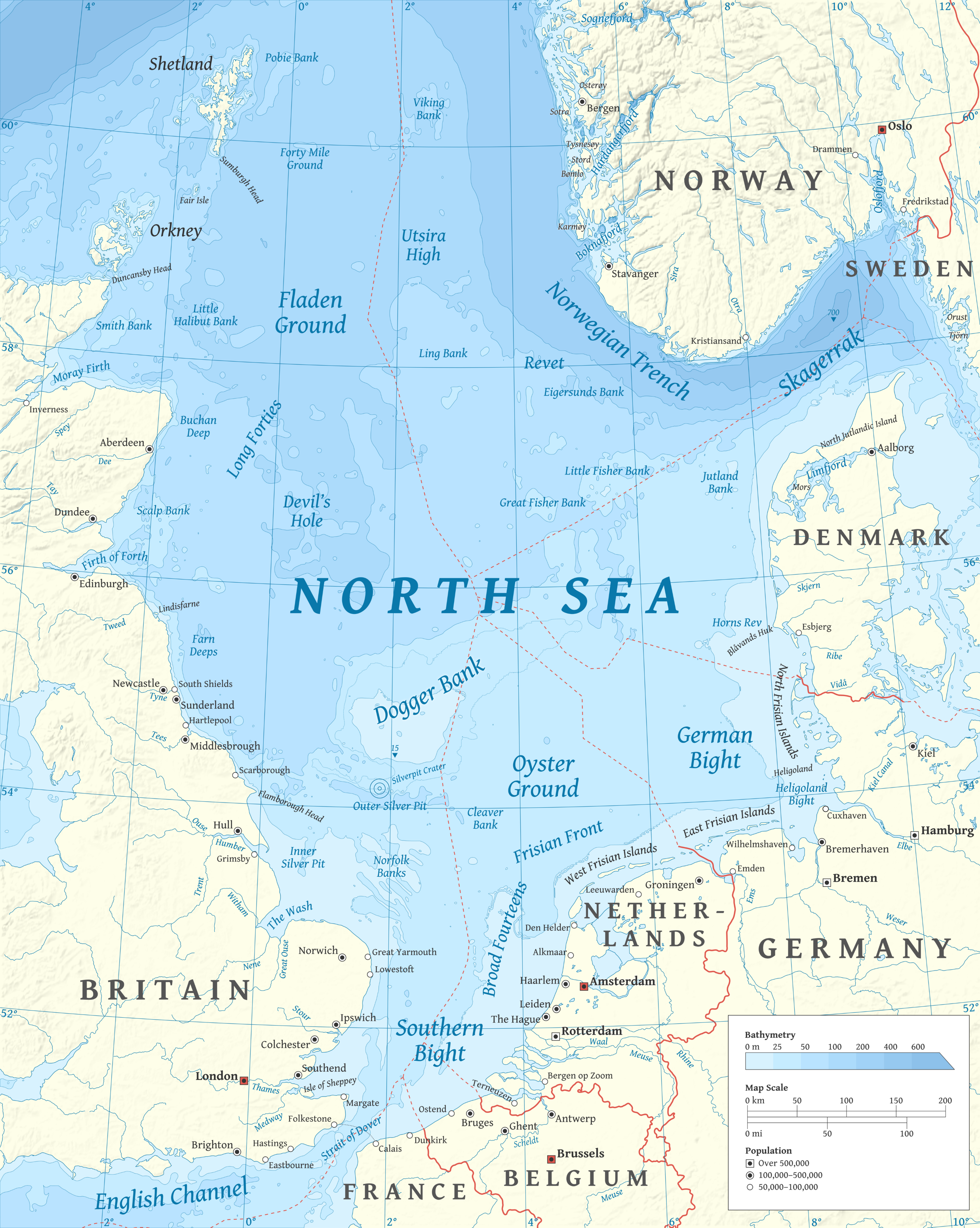
북해 지도

1914년 11월 22일 저녁, 대함대는 데이비드 비티 부제독의 제1순양전함전대를 지원하기 위해 북해 남부 절반에서 아무 성과 없이 소탕 작전을 수행했다. 함대는 11월 27일까지 스캐퍼플로 항구로 돌아왔다. 말버러와 대부분의 함대는 1914년 12월 16일 독일의 스카버러, 하틀풀, 휘트비 공습 동안 처음에는 항구에 남아있었지만, 제3전함전대는 해당 지역의 영국군을 지원하기 위해 파견되었다. 독일 함대의 나머지 함대가 해상에 있을 가능성에 대한 추가 정보를 받은 후, 젤리코는 함대에 출격하여 독일군을 요격하라는 명령을 내렸지만, 그 때쯤에는 이미 독일군이 퇴각한 상태였다. 12월에 세실 버니 부제독이 베일리의 뒤를 이어 말버러에 탑승했다. 그 때, 말버러는 대함대의 부사령관 기함이 되었다. 12월 25일, 함대는 북해를 소탕하기 위해 출격했으며, 12월 27일에 별다른 사건 없이 종료되었다. 말버러와 나머지 함대는 1915년 1월 10일–13일 오크니 제도와 셰틀랜드 제도 서쪽에서 포술 훈련을 실시했다. 1월 23일 저녁, 대함대 대부분은 비티의 순양전함 함대를 지원하기 위해 출항했지만, 나머지 함대는 다음 날 도거 뱅크 해전에 참전하지 않았다.
1915년 3월 7일–10일, 대함대는 북해 북부에서 소탕 작전을 수행하는 동안 훈련 기동을 실시했다. 또 다른 순항은 3월 16일–19일에 이루어졌다. 4월 11일, 대함대는 북해 중앙에서 순찰을 실시하고 4월 14일에 항구로 돌아왔다. 이어서 4월 17일–19일에 이 지역에서 또 다른 순찰이 이루어졌고, 4월 20일–21일에는 셰틀랜드 제도 연안에서 포술 훈련이 이어졌다. 대함대는 5월 17일–19일 동안 북해 중앙으로 소탕 작전을 수행했지만 독일 함선을 만나지 못했다. 5월 29일–31일에 또 다른 순찰이 이어졌다. 이 역시 별다른 사건 없이 지나갔다. 함대는 6월 중순에 포술 훈련을 실시했다. 9월 2일–5일 동안, 함대는 북해 북쪽 끝에서 또 다른 순항을 하고 포술 훈련을 실시했다. 그 달 나머지 기간 동안, 대함대는 수많은 훈련을 실시했다.
10월 13일, 함대 대부분은 북해로 소탕 작전을 실시하고 10월 15일에 항구로 돌아왔다. 11월 2일–5일 동안, 말버러는 오크니 제도 서쪽에서 함대 훈련 작전에 참여했다. 또 다른 순항은 12월 1일–4일에 이루어졌다. 1916년 1월에는 포술 훈련과 전대 훈련의 일반적인 일상이 계속되었다. 함대는 2월 26일 북해 순항을 위해 출항했다. 젤리코는 하위치 부대를 사용하여 헬골란트 만을 소탕할 계획이었으나, 악천후로 인해 북해 남부에서의 작전이 불가능해졌다. 결과적으로 작전은 북해 북쪽 끝으로 제한되었다. 3월 25일 밤, 아이언 듀크와 나머지 함대는 스캐퍼플로에서 출항하여, 독일 체펠린 비행선 기지인 톤데른을 공습한 순양전함 함대와 다른 경량 함대를 지원했다.
4월 21일, 대함대는 발트해에 러시아 해군이 방어 기뢰밭을 다시 설치하는 동안 독일군을 분산시키기 위해 혼즈 리프 해상에서 시위 작전을 수행했다. 함대는 4월 24일 스캐퍼플로로 돌아와 연료를 보급한 후, 독일군이 로스토프트 공습을 시작할 것이라는 정보 보고에 따라 남쪽으로 향했다. 대함대는 독일군이 철수한 후에야 해당 지역에 도착했다. 5월 2일–4일 동안, 함대는 독일군의 주의를 북해에 집중시키기 위해 혼즈 리프 해상에서 또 다른 시위 작전을 수행했다.

#### 유틀란트 해전

1916년 5월 31일 – 6월 1일 영국 (파란색) 및 독일 (빨간색) 함대의 기동을 보여주는 지도

대함대 일부를 유인하여 파괴하기 위해 라인하르트 셰어 부제독이 지휘하는 16척의 드레드노트급 전함, 6척의 구식 전함, 6척의 경순양함, 31척의 어뢰정으로 구성된 독일 대양함대는 5월 31일 이른 아침 야데 만을 출발했다. 함대는 프란츠 폰 히퍼 해군소장의 5척의 순양전함과 지원 순양함, 어뢰정과 함께 항해했다. 영국 왕립 해군의 40호실은 작전 계획이 담긴 독일 무선 통신을 가로채 해독했다. 해군 본부는 대양함대를 저지하고 파괴하기 위해 전날 밤 28척의 드레드노트급 전함과 9척의 순양전함으로 구성된 대함대에 출동 명령을 내렸다. 전투 당일, 말버러는 영국 단종진의 후방에 있는 제1전함전대 제6사단에 배치되었다.
초기 교전은 오후에 주로 영국과 독일의 순양전함 편대가 치렀지만, 18시까지는 대함대가 현장에 접근했다. 15분 후, 젤리코는 함대를 회전시키고 전투를 위해 배치하라는 명령을 내렸다. 순항 대형에서 전투 대형으로의 전환은 후방 사단과의 혼잡을 야기하여, 말버러와 많은 다른 함선들이 서로 충돌을 피하기 위해 속도를 8 노트 (15 km/h; 9.2 mph)으로 줄여야 했다. 영국 함선들은 처음에 시야가 좋지 않았고 말버러는 18시 17분에 독일 카이저급 전함 그룹을 겨우 어렴풋이 식별할 수 있었다. 4분 동안 그녀는 처음에 10,000 야드 (9,100 m)에서, 그리고 나서 13,000 야드 (12,000 m)에서 7발의 일제 사격을 가했다. 말버러의 포수들은 다섯 번째와 일곱 번째 일제 사격으로 명중했다고 주장했지만, 이 주장은 사실이 아닐 가능성이 높다. 그녀의 포는 그 후 불타는 순양함, 아마도 장갑순양함 HMS 워리어에 가려졌다.
말버러는 18시 25분에 독일 경순양함 SMS 비스바덴을 포격하는 전함 그룹에 합류했다. 그녀는 "A" 포탑의 오른쪽 포신에서 조기 폭발이 일어나 포가 고장 나기 전까지 5발의 일제 사격을 가했다. 그녀는 또한 부포로 함선을 교전했다. 18시 39분에 말버러는 다시 카이저급 함선으로 보이는 함선을 교전했고, 독일 함선이 안개 속으로 사라지기 전에 일제 사격을 가했다. 비스바덴과의 교전 중, 독일 순양함은 18시 45분경에 한두 발의 어뢰를 발사했는데, 그 중 하나가 말버러의 우현 디젤 발전기실 부근에 명중했다. 폭발로 인해 선체에 28-피트 (8.5 m) 크기의 구멍이 뚫리고 상당한 침수가 발생하여 함선 해당 측의 전방 보일러가 꺼지고 함선 속도가 16 노트 (30 km/h; 18 mph)으로 감소했다. 버니는 처음에 젤리코에게 18시 57분에 자신의 함선이 기뢰에 부딪히거나 어뢰에 맞았다고 보고했다. 몇 발의 어뢰가 더 발사되었는데, 이번에는 어뢰정 SMS V48에서 발사된 것으로, 말버러와 그녀의 사단에 있는 나머지 함선들은 회피 기동을 강요받았다.

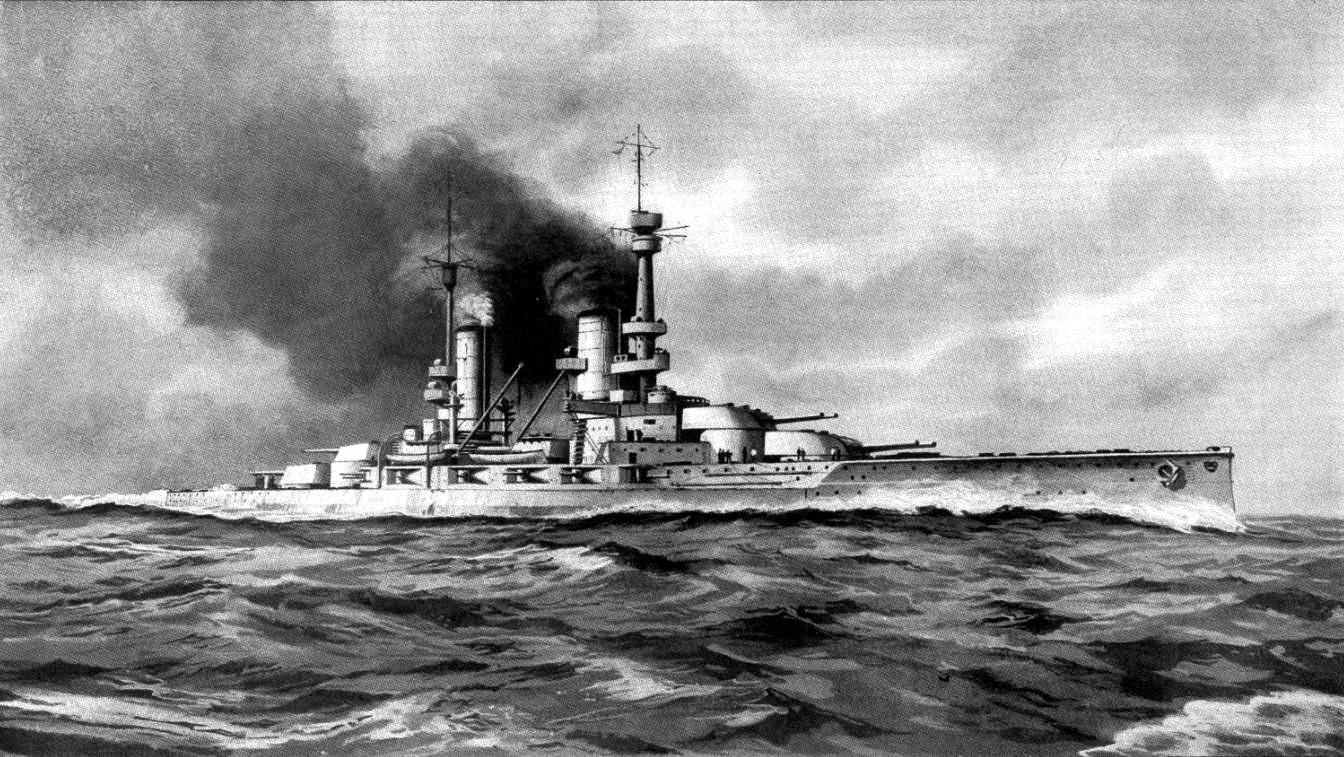
쾨니히급 전함의 식별도; 말버러는 전투 중 에 세 발을 명중시켰다.

19시 3분, 말버러는 비스바덴을 다시 교전했으며, 9,500 to 9,800 야드 (8,700 to 9,000 m) 범위에서 4발의 일제 사격을 가했다. 그녀는 마지막 두 발의 일제 사격에서 아마도 세 발의 포탄으로 독일 순양함을 명중시켰고, 이것들이 마침내 함선을 무력화시켰지만, 비스바덴이 침몰하는 데는 몇 시간이 더 걸렸다. 말버러는 19시 12분에 독일 전열을 이끄는 쾨니히급 전함으로 사격을 전환했다. 그녀는 6분 동안 SMS 그로서 쿠르퓌르스트에게 10,200 to 10,750 야드 (9,330 to 9,830 m) 범위에서 13발의 일제 사격을 가하여 세 발을 명중시켰지만, 네 번째 명중을 잘못 주장했다. 전투의 이 단계에서 말버러는 두 발의 어뢰를 발사했지만 모두 목표물을 놓쳤다. 첫 번째는 19시 10분 비스바덴에게, 두 번째는 19시 25분 SMS 카이저에게 발사되었다.
약 19시 30분경, 말버러의 펌프는 보일러실의 침수를 막았지만, 약 7~8도의 경사를 얻었다. 승무원은 경사를 최소화하기 위해 역침수를 사용하는 대신, 우현 벙커의 석탄과 기름을 먼저 사용하여 경사를 교정하려고 시도했다. 경사로 인해 주포탑에 전력을 공급하는 발전기가 침수되어 포수들의 작업, 특히 탄약고에서 포탑으로 포탄을 옮기는 작업이 방해받았다. 어뢰 폭발의 위력은 40개의 방수격벽이 손상될 정도로 강력했지만, 어뢰 격벽이 대부분의 손상을 국소화했고 심하게 손상된 구획은 충분히 보강되었다. 19시 33분에 세 발의 어뢰가 말버러에게 접근했다. 그녀는 처음 두 발을 회피했고 세 번째는 함선 아래로 무해하게 통과했다.
그날 늦게 대립하는 함대가 교전을 중단한 후, 대함대는 후퇴하는 독일군을 차단하고 다음 날 아침에 파괴하기 위해 남쪽으로 항해했다. 제6사단은 이때부터 15.75 kn (29.17 km/h; 18.12 mph) 이상 속도를 낼 수 없었던 말버러 때문에 속도가 느려졌다. 6월 1일 02시경까지 제6사단은 나머지 함대보다 약 12 nmi (22 km; 14 mi) 뒤처져 있었다. 그 때, 우현 전방 보일러실의 격벽이 압력으로 인해 무너지기 시작하여 말버러는 속도를 12 노트 (22 km/h; 14 mph)으로 줄여야 했다. 손상 통제팀은 주포가 발사되면 손상된 격벽을 지지하는 버팀목이 무너져 함선에 대한 위험이 크게 증가할 것이라고 판단했다. 젤리코는 함선이 로사이스 또는 타인강으로 독립적으로 진행하도록 분리 명령을 내렸다. 버니는 HMS 리벤지 전함으로 자신을 옮기기 위해 HMS 피어리스 척후순양함이 옆으로 오도록 명령했다. 말버러는 그 후 11 노트 (20 km/h; 13 mph)의 속도로 북쪽으로 진행했다.
피어리스는 04시경에 말버러와 다시 합류했으며 두 함선은 잠시 독일 L11 비행선에 발포했다. 해군준장 레지널드 타이윗의 하위치 부대는 대함대를 지원하도록 명령받았으며, 특히 연료가 부족한 함선을 교체하기 위해 03시 50분에 출발했지만 아침까지 함대에 도달하기에는 너무 늦었다. 따라서 젤리코는 타이윗에게 구축함을 파견하여 말버러를 항구로 호위하도록 명령했다. 도중에 말버러와 피어리스는 영국 잠수함 G3과 G5를 만났다. 두 잠수함은 함선을 공격할 준비를 했지만 다행히 어뢰를 발사하기 전에 그들을 식별했다. 15시까지 하위치 부대의 구축함 8척이 말버러에 합류했고 또 다른 펌프가 침수된 보일러실로 내려졌다. 약 23시 30분경, 펌프를 청소하기 위해 옮기던 중 함선의 롤링으로 인해 펌프가 손상된 격벽에 부딪히면서 지지대가 느슨해졌다. 물이 함선 안으로 쏟아져 들어왔고 말버러의 함장은 피어리스와 구축함들에게 6월 2일 00시 47분에 침수가 악화될 경우 승무원을 구조할 준비를 하라고 명령했다. 그 때 보일러실로 다이버가 보내졌고, 그는 펌프를 깨끗하게 유지할 수 있었고, 이는 함선 내부의 수위를 서서히 낮추었다.
젤리코는 말버러에게 험버강으로 가서 임시 수리를 받도록 명령했다. 그곳에서 그녀의 전방 주포 및 6인치 탄약고는 함선을 가볍게 하기 위해 비워졌고, 더 많은 펌프가 선상에 투입되었으며, 손상된 격벽을 지지하는 버팀목이 보강되었다. 6월 6일 아침, 함선은 험버강을 떠나 영구 수리를 받을 타인강으로 향했으며, 하위치 부대 소속 구축함 4척의 호위를 받았다. 전투 중에 말버러는 주포로 162발, 부포로 60발, 어뢰 5발을 발사했다. 어뢰 명중으로 2명이 사망하고 2명이 부상했다. 그녀는 암스트롱 휘트워스 조선소에서 수리되었고, 작업은 8월 2일까지 계속되었고, 그 후 크로머티로 출발하여 8월 5일에 도착했다. 수리 작업 중, 추가로 100 t (98 롱톤; 110 쇼트톤)의 장갑판이 함선에 추가되었는데, 주로 탄약고 위에 장착되었다. 이러한 변경 사항은 유틀란트에서 3척의 순양전함이 탄약고 폭발로 파괴되었던 영국 해군의 경험에 따른 것이었다.

#### 후속 작전
8월 18일, 독일군은 다시 출격했는데, 이번에는 선덜랜드를 포격하기 위함이었다. 셰어는 비티의 순양전함대를 유인하여 파괴하기를 바랐다. 영국 신호 정보국은 독일 무선 전송을 해독하여 젤리코에게 결정적인 전투를 벌이기 위해 대함대를 배치할 충분한 시간을 주었다. 양측은 다음 날 철수했는데, 이는 상대방의 잠수함이 8월 19일 해전에서 손실을 입혔기 때문이다. 영국 순양함 노팅엄과 팰머스는 독일 U보트에 어뢰 공격을 받아 침몰했고, 독일 전함 SMS 베스트팔렌은 영국 잠수함 E23에 의해 손상되었다. 항구로 돌아온 후, 젤리코는 기뢰와 U보트의 압도적인 위험 때문에 북해 남부에서 함대를 위험에 빠뜨리는 것을 금지하는 명령을 내렸다.
1917년 2월, 리벤지가 말버러를 대신하여 제1전함전대 기함이 되었다. 그녀는 그 후 부사령관 기함으로 복무했다. 5월에는 엠퍼러 오브 인디아에 의해 잠시 이 역할을 대체되었고, 그녀는 일시적으로 사선이 되었다. 연말이 되자 독일군은 구축함과 경순양함을 사용하여 노르웨이로 향하는 영국 수송선을 습격하기 시작했다. 이는 영국이 수송선을 보호하기 위해 주력함을 배치하게 만들었다. 1918년 4월 23일, 독일 함대는 고립된 영국 전대 중 하나를 포착하려 출격했지만, 수송선은 이미 안전하게 통과한 상태였다. 대함대는 다음 날 너무 늦게 출격하여 후퇴하는 독일군을 포착하지 못했지만, 순양전함 SMS 몰트케는 잠수함 HMS E42에 어뢰 공격을 받아 심하게 손상되었다. 1918년, 말버러와 그녀의 자매함들은 정찰기를 운용하기 위해 "B"와 "Q" 포탑에 이함 플랫폼을 설치했다.
1918년 11월 독일이 항복한 후, 연합군은 대부분의 대양함대를 스캐퍼플로에 억류했다. 함대는 영국 경순양함 카디프와 합류했으며, 이 함선은 독일군을 스캐퍼플로로 호위할 연합군 함대로 이끌었다. 거대한 함대는 약 370척의 영국, 미국, 프랑스 군함으로 구성되었다. 함대는 결국 베르사유 조약을 낳은 협상 동안 억류 상태로 남아있었다. 로이터는 영국이 1919년 6월 21일, 독일이 평화 조약을 서명해야 할 마감일까지 독일 함선을 압류할 의도라고 믿었다. 그날 아침, 대함대는 훈련 기동을 위해 스캐퍼플로를 떠났고, 그들이 없는 동안 로이터는 대양함대 자침 명령을 내렸다.

### 전후 경력

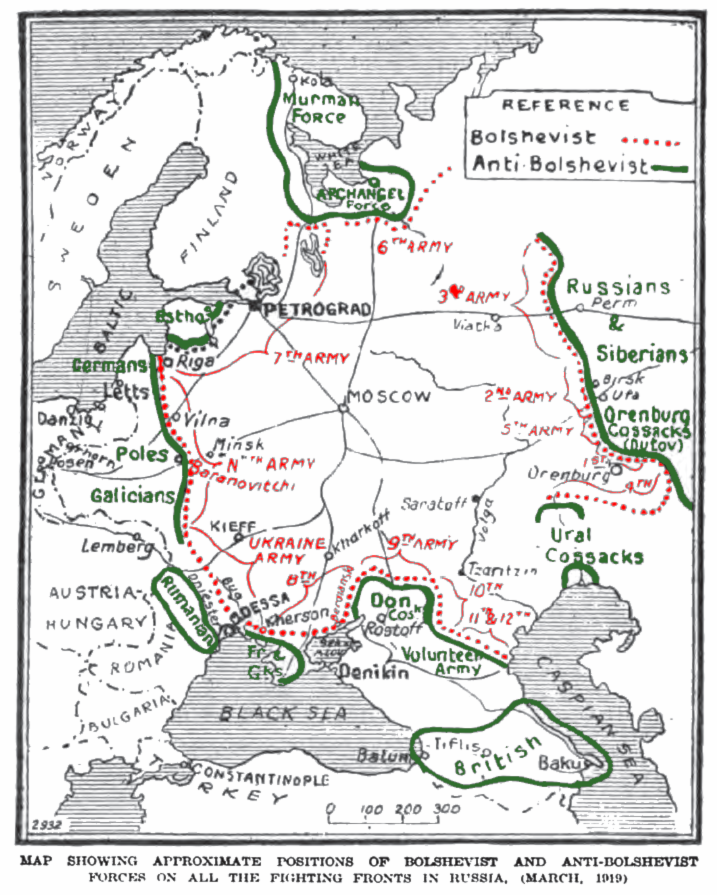
1919년 러시아의 볼셰비키 및 백군 병력의 대략적인 위치 지도

1919년 3월 12일, 말버러는 데번포트에서 재취역하여 지중해 함대의 제4전함전대에 배속되었는데, 그녀의 세 자매함과 킹 조지 5세급 전함의 센추리온과 에이잭스가 함께 있었다. 이 기간 동안 그녀는 백군을 볼셰비키 적군으로부터 지원하기 위해 러시아 내전에 대한 연합군의 러시아 내전 개입 동안 흑해에서 복무했다. 1919년 4월 5일, 말버러는 세바스토폴에 도착한 후 다음 날 얄타로 향했다. 이 배는 4월 7일 저녁 얄타에서 퇴역 황후 마리아 표도로브나와 폐위된 러시아 제국 황실의 다른 구성원들, 즉 크세니야 알렉산드로브나 여대공, 알렉산드르 미하일로비치 대공, 니콜라이 니콜라예비치 대공, 안드레이 알렉산드로비치 황자, 안드레이 로마노프스카야 공주, 이리나 알렉산드로브나 공주, 펠릭스 유수포프 공자, 그리고 이리나 유수포바 공주를 태웠다. 황후는 영국이 부상당하고 병든 군인들뿐만 아니라 진격하는 볼셰비키로부터 탈출하고 싶은 민간인들까지 대피시키지 않는 한 떠나기를 거부했다. 말버러에 탑승한 러시아 수행원은 약 80명에 달했는데, 이 중 44명은 황족과 귀족이었고, 수많은 가정교사, 간호사, 하녀, 하인, 그리고 수백 개의 수하물이 포함되었다.
장교실은 비워지고 일부에는 더 많은 침대가 설치되었다. 황후는 함장의 선실을 차지했다. 4월 12일 아침, 가족의 목적지에 대한 불확실성 때문에 배는 콘스탄티노폴리스에서 약 12 마일 (19 km) 떨어진 할키 섬 앞바다에 정박했다. 4월 16일, 가족 구성원과 그들의 하인들은 HMS 로드 넬슨으로 옮겨져 제노아로 향했다. 그들은 몰타로 이송된 다른 귀족 구성원들로 교체되었다. 배는 4월 18일 러시아인들을 내려주기 위해 몰타로 향했고, 그 후 콘스탄티노폴리스로 돌아갔다.
1919년 5월, 말버러는 케르치 반도 연안에서 새로운 고폭 6인치 포탄으로 시험을 실시했지만, 이는 신뢰할 수 없는 것으로 판명되었다. 이 기간 동안 그녀는 탄착 관측을 돕기 위해 카이트 벌룬을 운용했다. 그 달 후반, "A" 포탑의 왼쪽 포신에서 포탄이 파열되어 경미한 손상을 입었다. 케르치 반도 연안에 주둔하는 동안, 함선은 코이-아산과 달 카미치 마을의 볼셰비키 진지에 대한 포격을 포함하여 백군 병력에 포병 지원을 제공했다. 1920년까지 영국의 관심은 그리스-튀르키예 전쟁으로 돌아섰다. 1920년 6월 20일, 말버러는 도시 점령을 지원하기 위해 지중해 함대가 집중되고 있던 콘스탄티노폴리스에 도착했다. 7월 6일, 영국군은 겜리크에 상륙했고, 말버러는 포병 지원을 제공했다.
1920년 10월, 전함 킹 조지 5세가 지중해 함대에서 말버러를 대체하기 위해 도착했다. 말버러는 그 후 데번포트로 돌아와 1921년 2월부터 1922년 1월까지 진행된 대대적인 개장을 위해 퇴역했다. 개장 기간 동안, 사격 지시계와 후방 상부 구조에 또 다른 거리측정기가 설치되었다. "B" 포탑의 항공기 플랫폼은 제거되었다. "X" 포탑에는 긴 기선 거리측정기가 설치되었다. 1922년 1월 개장을 완료한 후, 말버러는 재취역하여 지중해에 배속되었고, 그곳에서 엠퍼러 오브 인디아를 대체했다. 그녀는 10월까지 부사령관 기함으로 복무했다. 1923년 로잔 조약 이후, 연합국은 튀르키예에서 점령군을 철수했다. 말버러는 콘스탄티노폴리스에서 병력 수송선을 호위하는 데 참여했다.
말버러는 미틸리니 앞바다에서 암초에 부딪혀 손상된 킹 조지 5세 대신 제4전함전대 부사령관의 기함으로 잠시 복무했다. 1924년 11월, 제4전함전대는 제3전함전대로 이름이 변경되었다. 1926년 3월, 말버러를 포함한 제3전함전대는 대서양 함대로 이전되었다. 그곳에서 전함들은 연습선으로 복무했다. 1929년, 함선의 3인치 대공포는 더 강력한 4인치 포로 교체되었다. 1931년 1월, 말버러는 엠퍼러 오브 인디아를 대신하여 전대 기함으로 복무했다. 그녀는 6월 5일에 퇴역하여 불과 5개월 동안만 그 자리에 머물렀다. 1930년 런던 해군 군축 회담의 조항에 따라, 아이언 듀크급 함선 4척은 폐기되거나 비무장화되어야 했다. 말버러는 1931년에 퇴역하여 고철로 해체될 예정이었다.
이 함선은 엠퍼러 오브 인디아와 함께 다양한 무기가 주력함에 미치는 영향을 시험하는 표적으로 사용되었다. 시험에는 모의 야간 교전에서 효력을 시험하기 위해 근거리에서 상부 구조에 구축함 무기를 발사하는 것, 13.5인치 포탄의 직격탄, 폭탄 시험, 그리고 탄약고의 섬광 밀봉에 대한 실험 등이 포함되었다. 처음 두 시험은 1931년 7월에 수행되었으며, 탄약고 폭발의 시뮬레이션이었다. 환기 시스템은 설계대로 작동했으며, 폭발로 인해 심각한 내부 손상이 발생했지만, 유틀란트에서 세 척의 순양전함이 파괴되었던 것처럼 말버러는 파괴되지 않았다. 1932년, 갑판 강도를 시험하기 위해 더미 250-파운드 (113 kg) 및 500-파운드 (227 kg) 폭탄으로 추가 시험이 수행되었다. 그 후 450-파운드 (204 kg) 철갑탄 (AP) 폭탄과 1,080-파운드 (490 kg) 고폭탄 (HE) 폭탄이 함선 내부에서 폭발하여 그 효력을 시험했다. 영국 왕립 해군은 HE 폭탄은 쓸모없지만, AP 폭탄을 막기 위해서는 두꺼운 갑판 장갑이 필요하다고 판단했다. 이는 1930년대 내내 기존 전함의 갑판 장갑을 보강하기로 결정하게 되었다.
말버러는 1932년 5월에 처분 목록에 올랐고, 신속하게 알로아 선박 해체 회사에 매각되었다. 6월 25일, 그녀는 로사이스에 도착하여 고철로 해체되었다.

## 같이 보기

### 내용주
1. ↑  "Cwt"는 백중량의 약어로, 20 cwt는 포의 무게를 나타낸다.
2. ↑  이 섹션에서 사용된 시간은 세계시이며, 독일 문헌에서 자주 사용되는 중앙유럽 표준시보다 1시간 느리다.
3. ↑  영국 왕립 해군은 함선의 포탑 위치를 나타내기 위해 문자를 사용했다. "A"와 "B" 포탑은 전방에, 중앙 포탑은 "Q", 후방 한 쌍은 "X"와 "Y"였다.
4. ↑  일반적으로 합치식 거리계의 기선 튜브가 길수록 장거리에서 더 높은 정확도를 얻을 수 있다. 영국 전함은 처음에는 9피트 거리측정기를 장착했지만, 퀸 엘리자베스급부터는 15피트 거리측정기가 채택되었고, 1916년부터는 구형 함선에도 개조되었다. 참조: Friedman, pp. 24–25

## =인용
1. 1 2 3 4  Preston, p. 31
2. ↑  Willmott, p. 154
3. ↑  “Naval and Military Intelligence”. 《타임스》. 1914년 6월 5일. 14면.
4. ↑  Jellicoe, p. 7
5. ↑  Preston, p. 32
6. ↑  Jellicoe, pp. 163–165
7. ↑  Jellicoe, pp. 177–179
8. ↑  Heathcote, p. 37
9. 1 2 3 4 5 6  Burt 1986, p. 228
10. ↑  Jellicoe, pp. 183–184
11. ↑  Jellicoe, p. 190
12. ↑  Jellicoe, pp. 194–196
13. ↑  Jellicoe, p. 206
14. ↑  Jellicoe, pp. 211–212
15. ↑  Jellicoe, p. 217
16. ↑  Jellicoe, pp. 218–219
17. ↑  Jellicoe, p. 221
18. ↑  Jellicoe, p. 243
19. ↑  Jellicoe, p. 246
20. ↑  Jellicoe, p. 250
21. ↑  Jellicoe, pp. 253
22. ↑  Jellicoe, pp. 257–258
23. ↑  Jellicoe, pp. 267–269
24. ↑  Jellicoe, p. 271
25. ↑  Jellicoe, pp. 279–280
26. ↑  Jellicoe, pp. 284
27. ↑  Jellicoe, pp. 286–287
28. ↑  Marder, p. 424
29. ↑  Jellicoe, pp. 288–290
30. ↑  Tarrant, p. 62
31. ↑  Tarrant, pp. 63–64
32. ↑  Campbell, p. 16
33. ↑  Campbell, p. 37
34. ↑  Campbell, p. 116
35. ↑  Campbell, p. 146
36. ↑  Campbell, p. 155
37. ↑  Campbell, pp. 156–157
38. ↑  Campbell, pp. 164, 167, 179–180
39. ↑  Campbell, pp. 205, 246
40. ↑  Campbell, p. 206
41. ↑  Campbell, p. 209
42. ↑  Campbell, pp. 180–181
43. ↑  Campbell, p. 214
44. ↑  Campbell, p. 256
45. ↑  Campbell, pp. 296, 306
46. ↑  Campbell, pp. 310–311
47. ↑  Campbell, pp. 317–318
48. ↑  Campbell, pp. 325–326
49. ↑  Campbell, pp. 326–327
50. ↑  Campbell, pp. 346, 358, 401
51. ↑  Campbell, p. 340
52. ↑  Campbell, p. 335
53. ↑  Burt 1986, p. 215
54. ↑  Tarrant, pp. 94, 100, 147–149
55. ↑  Massie, pp. 682–684
56. ↑  Burg 1986, p. 227
57. ↑  Halpern 1995, pp. 418–420
58. ↑  Burt 1986, p. 218
59. ↑  Herwig, pp. 254–256
60. ↑  Halpern 2011, p. 7
61. ↑  Halpern 2011, pp. 32–33
62. ↑  Perry & Pleshakov, pp. 217–218
63. 1 2  “Russian Refugees in Malta in 1919” (PDF). Consulate of Malta in South Australia. May 2014. 2016년 4월 25일에 확인함.
64. ↑  Halpern 2011, pp. 33–34
65. ↑  Halpern 2011, p. 74
66. ↑  Halpern 2011, p. 80
67. ↑  Halpern, p. 94
68. ↑  Halpern 2011, p. 251
69. ↑  Halpern 2011, p. 130
70. 1 2  Burt 1986, p. 219
71. ↑  Halpern 2011, p. 301
72. ↑  Halpern 2011, p. 345
73. ↑  Burt 2012, p. 63
74. ↑  Burt 2012, pp. 63–65
75. ↑  Burt 2012, p. 68
76. ↑  Brown, p. 22
77. ↑  Brown, p. 150
78. ↑  Burt 1986, p. 229

## 더 읽을거리
- 《Battle of Jutland, 30th May to 1st July: Official Despatches with Appendices》. London: His Majesty's Stationery Office. 1920.